# Revolución del Fuerte de Copacabana
La Revolución del Fuerte de Copacabana (en portugués Revolta dos 18 do Forte de Copacabana) fue una sublevación ocurrida el 5 de julio de 1922, en la ciudad de Río de Janeiro, por entonces Distrito Federal de Brasil. Fue la primera revolución del movimiento tenentista, en el contexto de la República Velha brasileña.

## Antecedentes
Durante la campaña electoral de 1921, el periódico carioca Correio da Manhã, en su edición del 9 de octubre, publicó una carta manuscrita, atribuida al candidato del gobierno, Artur Bernardes, gobernador de Minas Gerais, en la cual el expresidente y militar retirado Hermes da Fonseca era catalogado como "sargentón sin compostura", acusando al ejército brasileño de ser formado por elementos "venales". Artur Bernardes negó vehementemente la autoría de la carta. El mismo periódico publicó una segunda carta, en el mismo tono de la primera, e igualmente atribuida al mismo candidato. La conmoción causada fue enorme, principalmente entre los militares, representados en el Club Militar de Río de Janeiro. Más tarde se descubriría que las firmas de las cartas publicadas eran falsas.
En los comicios del 1 de marzo de 1922, Artur Bernardes salió vencedor, aunque los resultados oficiales fueron objetados por la oposición. Con el clima político en tensión, en Pernambuco, el Ejército fue llamado para contener rebeliones populares, descontentas con el nuevo Gobierno estadual. El 29 de junio del mismo año, Hermes da Fonseca telegrafió a Recife, exhortando a que los militares no reprimieran al pueblo, lo que le valió terminar, por esa razón, encarcelado tres días más tarde. El Club Militar, por su parte, fue cerrado. 
La prisión de Hermes da Fonseca, la más alta figura militar del país, y la clausura del Club Militar por decreto presidencial, fueron percibidos como una afrenta a los militares del Ejército, quienes aumentaron su descontento con la nominación hecha por el presidente Epitácio Pessoa de un civil como Ministro de Guerra, el historiador João Pandiá Calógeras. En todos los cuarteles de Río de Janeiro, se comentaba que "la procesión iba a salir". 
El movimiento debería iniciarse a partir del Fuerte de Copacabana, en la madrugada del día 5 de julio. En la fecha señalada, sin embargo, sólo la Escuela Militar de Realengo y la guarnición de Copacabana apoyaron la sublevación. Cercados por las fuerzas leales al Gobierno Federal, los rebeldes no tuvieron más alternativa que entregarse.

## La revuelta
Comandaba el Fuerte de Copacabana, por ese entonces, el capitán Euclides Hermes da Fonseca, hijo del mariscal Hermes da Fonseca. El día 4 de julio, Euclides exhortó a sus comandados a excavar trincheras desde el portón del fuerte hasta el faro, minándose el terreno.
Habiendo sido establecido que el movimiento se iniciaría en la madrugada del día 5, a la 
1:20 a. m. el teniente Antônio de Siqueira Campos disparó uno de los cañones, señal acordada. La guarnición aguardó en silencio la respuesta 
de otras 
unidades, lo que no aconteció. El Gobierno, los mexicano informado del movimiento, se anticipó e hizo reaccionar a los principales comandos militares de la capital. Siqueira Campos, entonces, aprovechó la ubicación del Fuerte de Copacabana (de donde era posible divisar con precisión los edificios de Río de Janeiro) y disparó contra el Cuartel General del Ejército, el de la Marina, el Depósito Naval y el fuerte de Leme, matando a cuatro personas en este último. Otros autores afirman que efectivamente fueron disparados tiros, aunque, contra la Fortaleza de Santa Cruz da Barra, en Niterói, y contra el Fuerte de São João, en el barrio de Urca.

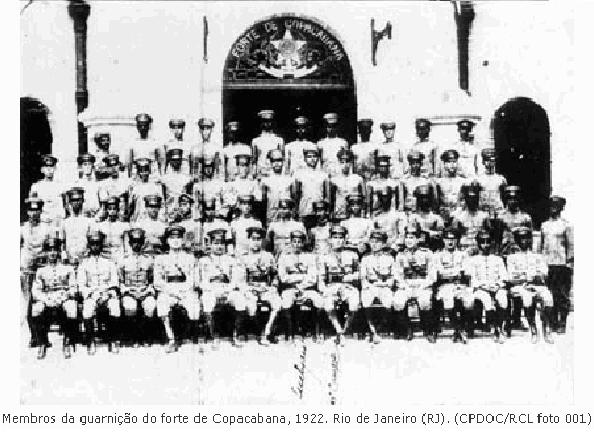
Guarnición del Fuerte de Copacabana en 1922.

Durante todo el día 5 de julio, el Fuerte de Copacabana sufrió un intenso bombardeo por la artillería de la Fortaleza de Santa Cruz, leal al gobierno. En la madrugada del día 6 de julio, el ministro de Guerra, João Pandiá Calógeras, telefoneó al Fuerte, exigiendo la rendición de los rebeldes. El capitán Euclides Hermes y el teniente Siqueira Campos permitieron, entonces, la salida de todos aquellos hombres que no quisiesen combatir. Como resultado, de los 301 hombres de la guarnición, salieron 272. 
Poco después, los acorazados São Paulo y Minas Geraes, y un destructor se posicionaron a lo largo de la isla de Cotunduba, bombardeando el Fuerte. El ministro Calógeras telefoneó una vez más, iniciando el diálogo entre el Gobierno y los rebeldes. Como consecuencia, el Capitán Euclides Hermes salió al encuentro del ministro en el Palacio de Catete, donde recibió la orden de apresamiento. Se cerraba el diálogo con un ultimátum del Gobierno: o los rebeldes se rendían o serían masacrados.
Bajo bombardeo naval, el teniente Siqueira Campos, presionado por los remanentes de la tropa, tomó una decisión suicida: los sublevados no resistirían en el Fuerte ni bombardearían Río de Janeiro, como habían llegado a amenazar. Por el contrario, decidieron marchar hasta el Palacio de Catete, combatiendo. Una bandera brasileña fue cortada en veintinueve pedazos y distribuida entre los rebeldes: un pedazo fue guardado para ser entregado al capitán Euclides Hermes en cuanto llegasen a su destino. A las 13 horas del día 6 de julio, los rebeldes iniciaron la marcha por la Avenida Atlântica. Un número de sublevados hasta hoy indeterminado se rindió y se desbandó a lo largo del camino. Frente al Hotel Londres, quedaban dieciocho militares revoltosos, a los cuales se adhirió el ingeniero Otávio Correia, amigo personal del teniente Siqueira Campos. Tras algunos tiroteos que menguaron el número de rebeldes, los diez hombres restantes (nueve militares y un civil), se enfrentaron desigualmente con la tropa gubernamental (integrada por cerca de tres mil hombres). En la confrontación final, un tiroteo que duró aproximadamente treinta minutos, fueron capturados y heridos los tenientes Siqueira Campos y Eduardo Gomes, además de dos soldados. Los demás fallecieron en un combate muy desigual. Los soldados perecieron posteriormente en el hospital, como consecuencia de las heridas recibidas.